# Die Schwarzwaldklinik – Neue Zeiten
Die Schwarzwaldklinik – Neue Zeiten war das zweite von zwei Specials, das zum 20-jährigen Jubiläum der Erfolgsserie aus den 1980er-Jahren Die Schwarzwaldklinik am 4. Dezember 2005 erstausgestrahlt wurde.

## Handlung
Unter den Ärzten und dem Pflegepersonal in der Schwarzwaldklinik herrscht große Aufregung wegen eines angeblichen Klinikverkaufs. Dr. Benjamin Brinkmann und seine Frau Dr. Sophie Brinkmann wollen den Gerüchten auf den Grund gehen und erfahren vom Klinikchef Professor Köhler, dass die Klinik bereits seit einiger Zeit finanzielle Schwierigkeiten habe und er nun Investoren suche. Ansonsten würde die Schwarzwaldklinik privatisiert und in ein Seniorenheim umfunktioniert.
Mischa, der in Berlin wohnt und dessen Tochter sich momentan zur Reha in einer Klinik im Schwarzwald aufhält, besucht Oberschwester Hildegard und auch der frisch ernannte Professor Udo Brinkmann aus München kommt zu Besuch. Sogleich springt er bei einem Rettungseinsatz ein und operiert unverzüglich. Privat hatte Udo in der letzten Zeit einige Rückschlage zu verkraften, denn erst hatte seine Frau Elke eine Fehlgeburt erlitten und wenige Monate später trennte sie sich dann von ihm um nach Österreich zu ziehen.
Daneben bekommt es Udo noch mit einer jugendlichen Patientin zu tun, die nach einem Reitunfall offenbar gelähmt ist und deshalb auf den Rollstuhl angewiesen ist. Udo findet mit der Zeit heraus, dass Amelie nur eine psychogene Lähmung hat und nicht querschnittsgelähmt ist.
In der Schwarzwaldklinik wird die hochschwangere Frau Bieler eingeliefert. Sophie kann das neugeborene Mädchen retten, Frau Bieler stirbt jedoch kurz nach der Geburt ihrer Tochter. Sophie findet heraus, dass Frau Bieler einen angeborenen Herzfehler und dies verschwiegen hatte, da sie sonst nie hätte schwanger werden dürfen. Herr Bieler ist daraufhin außer sich vor Wut. Er arbeitet als Fernfahrer und sieht sich selbst als nicht dafür geeignet, seine Tochter nun alleine großzuziehen. Sophie und Benjamin reden ihm jedoch ins Gewissen und schaffen es seine Zweifel zu zerstreuen.
Udo wiederum schafft es als vom Verwaltungsrat neuberufener Klinikleiter ein Gesamtkonzept bei der neuen Verwaltungsdirektorin Anna Peters vorzulegen und damit die Privatisierung der Schwarzwaldklinik zu stoppen, allerdings nicht ganz ohne Einbußen. So wird die HNO-Abteilung im Hause geschlossen und alle Mitarbeiter müssen erst einmal 20 % Gehaltskürzungen hinnehmen. Udo meint nun, dass es die richtige Entscheidung gewesen sei in München alle Zelte abzubrechen, wieder nach Hause in den Schwarzwald zu kommen und dort in die Fußstapfen seines Vaters zu treten.

## Drehorte
Die Dreharbeiten fanden im Sommer 2005 statt. Die Drehorte waren wie auch schon zuvor in den 1980er-Jahren das Heimatmuseum Hüsli in Grafenhausen, die Vesperstube Unterkrummenhof in Oberibental, das Glottertal mit dem 1914 errichteten Carlsbau (Karte), der Titisee und in Feldsee.

## Rezeption

### Einschaltquoten
Die Erstausstrahlung des Serienspecials am 4. Dezember 2005 im ZDF erreichte rund 7 Millionen Zuschauer.

### Kritiken
Wie auch die Serie zwanzig Jahre zuvor erhielt das Filmspecial gemischte Kritiken. Es wurde u. a. vom Hauch des Gestrigen gesprochen.